# Тахмазли, Гошгар Илахи оглы
Тахмазли, Гошгар Илахи оглы (азерб. Qoşqar İlahi oğlu Təhməzli: род. 29 мая 1970, Вежнали, Зангеланский район) — председатель Агентства по продовольственной безопасности Азербайджана. 

## Биография
Родился 29 мая 1970 года в Зангилане. Окончил среднюю школу №5 в Баку. В 1988 году поступил на факультет санитарии и гигиены Азербайджанского государственного медицинского института им. Н.Нариманова, который окончил в 1994 году  и получил специальность "врач-гигиенист". В том же году поступил на факультет «Всемирная политика и экономика» Западного Университета. В 1996 году получил степень бакалавра политических наук. Имеет степень доктора философии по медицине.

### Карьера
В 1995—1997 годах работал врачом в Центре гигиены и эпидемиологии города Баку. В 1997—2004 годах — заведующий отделом гигиены питания в том же центре. В 2004—2005 годах работал генеральным директором медицинского центра «Набз», в 2008—2016 годах – генеральным директором ООО «Meдекс».
25 декабря 2017 года согласно распоряжению Президента Азербайджана Ильхама Алиева назначен председателем Государственного агентства продовольственной безопасности.
Согласно распоряжению Президента Азербайджанской Республики o награждении работников здравоохранения Азербайджанской Республики от 16 июня 2017 года Гошгар Тахмазли был удостоен медали «Терегги». 